# Radical 100
El radical 100, representado por el carácter Han 生, es uno de los 214 radicales del diccionario de Kangxi. En mandarín estándar es llamado 生部, (shēng　bù «radical “vida”»); en japonés es llamado 生部, せいぶ (seibu), y en coreano 생 (saeng).

## Nombres populares
- Mandarín estándar: 生, shēng, «vida».
- Coreano: 날생부, nal saeng bu, «radical saeng-nacer».
- Japonés:　生きる（いきる）, ikiru, «vivir»; 生まれる（うまれる）, umareru, «nacer».
- En occidente: radical «vida».

## Galería
| Estilos antiguos                                 | Estilos antiguos                  | Estilos antiguos                        | Estilos antiguos                   | Estilos antiguos                   | Estilos empleados actualmente       | Estilos empleados actualmente  | Estilos empleados actualmente    | Estilos empleados actualmente   | Estilos empleados actualmente  |
|                                                  |                                   |                                         |                                    |                                    |                                     | 生                             | 生                               |                                 |                                |
| 甲骨文 jiǎgǔwén (escritura de huesos oraculares) | 金文 jīnwén (escritura de bronce) | 简帛 jiǎnbó (escritura de bambú y seda) | 篆文 zhuànwén (escritura de sello) | 篆文 zhuànwén (escritura de sello) | 隸書 lìshū (estilo de los escribas) | 楷書 kǎishū (estilo regular)   | 楷書 kǎishū (estilo regular)     | 行書 xǐngshū (estilo corriente) | 草書 cǎoshū (estilo de hierba) |
| 甲骨文 jiǎgǔwén (escritura de huesos oraculares) | 金文 jīnwén (escritura de bronce) | 简帛 jiǎnbó (escritura de bambú y seda) | 大篆 dàzhuàn (sello grande)        | 小篆 xiǎozhuàn (sello pequeño)     | 隸書 lìshū (estilo de los escribas) | 繁體／繁体 fántǐ (tradicional) | 简体／簡體 jiǎntǐ (simplificado) | 行書 xǐngshū (estilo corriente) | 草書 cǎoshū (estilo de hierba) |

## Caracteres con el radical 100

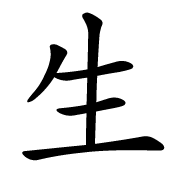

| trazos | carácter |
| ------ | -------- |
| + 0    | 生       |
| + 4    | 甠       |
| + 5    | 甡       |
| + 6    | 產 産    |
| + 7    | 甤 甥 甦 |
| + 9    | 甧       |